# Yellow Media
Yellow Media Inc. (ehemals: Yellow Pages Income Fund) ist ein kanadisches Unternehmen mit Firmensitz in Montreal, Québec.
Yellow Pages Income Fund wird von Marc P. Tellier geleitet. Das Unternehmen betreibt Telefonverzeichnisse und ist im Dienstleistungssektor Werbung tätig. Yellow Pages Income Fund beschäftigt rund 1.400 Mitarbeiter (Stand: 2008). Zum Unternehmen gehört das Tochterunternehmen Yellow Pages Group. Yellow Pages Group betreibt kanadische Internetseiten wie YellowPages.ca, Canada411.ca sowie CanadaPlus.ca als auch ein Netzwerk von sieben lokalen örtlichen Stadtseiten, u. a. MontrealPlus.ca, QuebecPlus.ca, TorontoPlus.ca, CalgaryPlus.ca, EdmontonPlus.ca, OttawaPlus.ca und VancouverPlus.ca™